# Schreibsetzmaschine
Eine Schreibsetzmaschine erzeugt Schriftsatz auf speziellem Trägermaterial, das anschließend unmittelbar als Druckform verwendet oder als Kopiervorlage in der Druckvorstufe weiterverarbeitet werden kann. Im Unterschied zu herkömmlichen Schreibmaschinen können die Wortabstände angepasst und Blocksatz erstellt werden. Erste Maschinen dieser Art kamen um 1950 auf den Markt.
Schreibsetzmaschinen besitzen eine Schreibmaschinentastatur zur Eingabe des Textes. Während bei herkömmlichen Schreibmaschinen jedes getippte Zeichen einen identisch breiten Raum erhält, können Schreibsetzmaschinen proportionale Buchstabenschritte durchführen. Das bedeutet, dass die aktuelle Position innerhalb einer Zeile nach der Eingabe unterschiedlich weit vorrückt (beispielsweise nach dem Buchstaben „M“ einen größeren Schritt als nach einem „i“). Außerdem sind Schreibsetzmaschinen in der Lage, einen Randausgleich durchzuführen, beziehungsweise die Zeilen auszuschließen und Blocksatz zu erzeugen. Bei einigen Maschinenmodellen lässt sich die Schrift nach Austausch des Schreibkopfes ändern. 
Der getippte Text kann außer der Klarschrift zusätzlich auf Lochstreifen oder Magnetband für eine Weiterverarbeitung gespeichert werden. Im Beispiel des Composer-Systems (IBM) wird zuerst unformatierter Text eingegeben und in einem Rekorder auf ein Magnetband gespeichert. Die Korrekturen werden in einem zweiten Schritt auf ein separates Band aufgezeichnet. Im dritten Verarbeitungsschritt werden schließlich beide Magnetbänder im Composer zusammen mit den Steuerbefehlen für die Formatierung vereint und als ausgeschlossener Text automatisch ausgegeben.
Die Ausdrucke können auf einer speziellen Folie oder auf hochweißem Papier erfolgen. Einige der Folien ermöglichen nachträgliche Korrekturen. Sie können direkt als Druckform verwendet werden und halten je nach Ausführung 10000 bis 30000 Druckvorgänge aus. Bei Ausdruck auf Papier entsteht eine Kopiervorlage, die für den Druck weiterverarbeitet wird.
Die Schreibsetzmaschinen galten in den 1960er Jahren als wirtschaftlicher Ersatz für Blei- oder Fotosetzmaschinen, kamen an deren Leistungsfähigkeit jedoch nicht heran. Dies hatte mehrere Gründe: Die Schreibsetzmaschinen hatten trotz ihres proportionalen Systems im Vergleich ein grobes Raster für die Zeichenbreite, welches ein Geviert in fünf bis neun Einheiten unterteilte. Bei Maschinen aus dem Blei- und Fotosatz gab es mindestens 18 verschiedene Zeichenbreiten, die das Schriftbild durch gleichmäßigeren Abstand deshalb harmonischer machten. Eine weitere Einschränkung war der geringe Schriftgrad von maximal 13 Punkten. Überschriften konnten nur mit Hilfe anderer Satzverfahren oder mit einer nachträglichen Vergrößerung mit der Reproduktionskamera erzeugt werden. Der Randausgleich musste außerdem in mehreren Arbeitsschritten erzeugt werden.
Die Vorteile der Schreibsetzmaschine lagen in den geringeren Kosten und in der Geschwindigkeit, mit der reproduktionsreife Vorlagen erzeugt werden konnten.